# Chuck Stevenson

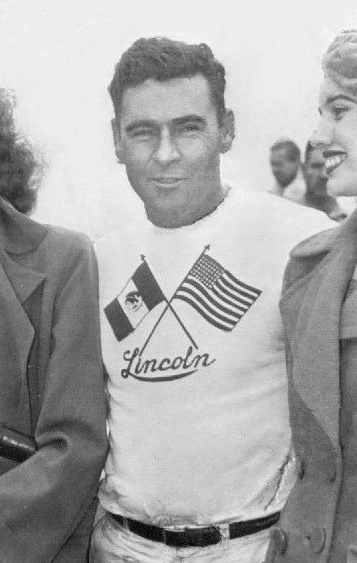
Chuck Stevenson in 1952

Chuck Stevenson (Sidney, Montana, 15 oktober 1919 - Benson, Arizona, 21 augustus 1995) was een Amerikaans autocoureur. Hij nam 9 maal deel aan de Indianapolis 500, waarvan 5 hiervan onderdeel uitmaakten van het wereldkampioenschap Formule 1. In deze vijf races scoorde hij geen WK-punten.